# María Gómez de Sandoval y Torres de Navarra
María Gómez de Sandoval y Torres de Navarra o María Gómez de Sandoval y Mendoza (m. 21 de julio de 1685), fue una noble, condesa de Orgaz y condesa de Regalados y nieta del cardenal-duque Francisco de Sandoval y Rojas, I duque de Lerma.

## Biografía
Hija de Diego Gómez de Sandoval de la Cerda, conde consorte de Saldaña por su primer matrimonio con Luisa de Mendoza y Mendoza, y de su segunda esposa, Mariana de Córdoba o Mariana Fernández de Córdoba y Castilla, dama de la reina Isabel de Francia, primera consorte de Felipe IV.
Sus padres tuvieron varios hijos, entre ellos, Diego Gómez de Sandoval y Rojas (m. 1668), que luego fue el v duque de Lerma y virrey de Valencia. Su hermano heredó el ducado de su abuelo el gran valido del rey Felipe III, Francisco Gómez de Sandoval-Rojas y Borja, más conocido como Francisco de Sandoval y Rojas (1553-1625), primer duque de Lerma, v marqués de Denia y i conde de Ampudia.
Se casó primero, el 5 de marzo de 1644, con Baltasar Hurtado de Mendoza y Rojas (1622-1647), v conde de Orgaz, de quién tuvo tres hijos: 
- Esteban Hurtado de Mendoza y Gómez de Sandoval, vi conde de Orgaz,[1] heredó el título a la muerte de su padre, cuando solamente era un niño y murió poco tiempo después. Sucesivamente, lo heredó su hermano:
- José Hurtado de Mendoza Guzmán Rojas y Sandoval (m. 11 de febrero de 1685), vii conde de Orgaz.[1][4]
- Baltasar de Mendoza y Sandoval (m. 1727), fue Obispo de Ávila y de Segovia, inquisidor general y gobernador del Reino.[5]

Posteriormente se casó con el noble de origen portugués Francisco Gómez de Abreu y Lima, iii conde de Regalados. Los condes de Regalados tuvieron a una hija, Mariana de Abreu y Lima y Sandoval que murió tempranamente.
María Gómez de Sandoval, condesa de Regalados, integrada a la comitiva real acompañaría al rey Carlos II que recogería a la reina María Luisa de Orleans en Irún, en el año 1679. La comitiva se instaló en el palacio de los duques del Infantado, en Guadalajara, siendo recibidos por la duquesa Catalina Gómez de Sandoval, media hermana de la condesa de Regalados. Además, pasaron por el herreriano palacio de los duques de Lerma, construido por su abuelo el i Francisco de Sandoval y Rojas, I duque de Lerma, e igualmente propiedad de su media hermana Catalina Gómez de Sandoval, duquesa de Pastrana, por haber heredado el ducado de Lerma de su medio hermano Diego Gómez de Sandoval (m. 1668) y hermano entero de la condesa de Regalados.